# 269
Cette page concerne l'année 269  du calendrier julien. Pour l'année 269 av. J.-C., voir 269 av. J.-C. Pour le nombre 269, voir 269 (nombre).
L'année 269 est une année commune qui commence un vendredi.

## Événements
- 5 janvier : élection du pape Félix Ier (fin de pontificat en 274)[1].

- Mars : les Hérules incitent les Goths et leurs voisins, les Gépides et les Peucini de les rejoindre pour une nouvelle invasion. Une flotte de 1000 bateaux chargés de 100 000 hommes (des sources parlent du double) quittent les bouches du Dniestr et ravage les côtes de Mésie et de Thrace en mer Noire jusqu'au Bosphore, mais échoue à prendre Byzance et Cyzique. Elle passe en Égée et assiège Thessalonique[2].

- Juin : en Gaule, rébellion de Laelianus contre Postume à Mogontiacum (Mayence)[3].
- Juillet/août : Laelianus est vaincu et tué, mais Postume est tué par ses troupes à qui il avait refusé le sac de Mayence, ville où s’étaient retirés les rebelles. Il est remplacé par Marius, un autre usurpateur qui règne quelques semaines avant d’être assassiné[3].
- Été :
  - Révolte d'Augustodunum (Autun) contre l'empire des Gaules. Elle en appelle à Claude II, qui envoie le préfet des Vigiles Iulius Placidianus en Narbonnaise. Il avance jusqu'à Cularo (Grenoble) sans pouvoir secourir Autun[2]. Victorinus assiège la ville pendant sept mois. Après sa prise il la livre au pillage de ses troupes composées d'auxiliaires bataves (270)[4].
  - L'empereur Claude II, dit le gothique, rejoint Aurélien  et marche contre les Goths qui abandonnent le siège de Thessalonique et marchent vers la Mésie. Claude II remporte une victoire décisive à la bataille de Naissus[2]. Aurélien reçoit le commandement en chef de la cavalerie romaine. Placé sur le flanc gauche des Goths, il les bat dans la région de Doberos en Pélagonie et tue 3000 hommes. Il les poursuit, leur faisant subir de lourdes pertes. Il leur ferme le chemin de la Macédoine et les rejette dans l’Haemus[5].
- Octobre/novembre[3] : Victorinus, désigné par Postume, prend le pouvoir en Gaule après l'assassinat de Marius (fin en 271). Il perd le contrôle de l’Espagne et de la Gaule lyonnaise qui se rallient à Claude II[6].
- Automne : la reine Zénobie de Palmyre s'empare de l'Égypte et d'une partie de l'Arabie. Le préfet d’Égypte Tenagino Probus est battu et tué à Babylone du Caire[2] (été 270).
- Fin de l'année : Paul de Samosate, évêque d’Antioche, est condamné par le concile d'Antioche comme hérétique[7].

- L'empereur Claude II fait fortifier Nicée[8].

- Dionysos d'Alexandrie remporte la course à pied du stadion lors des 262e Jeux olympiques[9].

## Décès en 269
- 14 février : Valentin de Terni, exécuté à Rome sur ordre de Claude II le Gothique (date traditionnelle).